# Chris McCann
Christopher John „Chris” McCann (Dublin, Írország, 1987. július 21.) ír labdarúgó, a Shamrock Rovers játékosa.

## Pályafutása

### Burnley
McCannre az ír Home Farmnál figyelt fel a Burnley, nem sokkal később ifiszerződést adtak neki. Sorra megjárta a korosztályos csapatokat, majd 2005-ben megkapta első profi kontraktusát. 2005. augusztus 13-án, egy Coventry City ellen 4-0-ra megnyert meccsen debütált. Szeptember 27-én, az Ipswich Town ellen megszerezte első gólját, ezzel 3-0-s sikerhez segítve csapatát.
A 2006/07-es idényt az első csapat tagjaként kezdte, sőt az első néhány meccsen kezdőként számítottak rá, de később a kispadra szorult. A szezon során a Burnley több védője is megsérült, így McCannekk többször hátvédként kellett pályára lépnie. Élt a lehetőséggel és visszakerült a csapatba. A 2008/09-es évadban több élvonalbeli csapattal is szóba hozták. Végül a maradás mellett döntött és csapatával feljutott a Premier League-be.

## Válogatott
2007 novemberében behívták az U21-es ír válogatottba, egy Bulgária elleni meccsre. Két órával a kezdés előtt otthagyta a csapatot, mivel csak a kispadon kezdett volna.

## Sikerei, díjai
- Burnley
- Championship–Rájátszás: 2008–09
- Wigan Athletic
- League One: 2015–16